# Танг, Эндрю
Э́ндрю Та́нг (англ. Andrew Tang; также известный как penguingim1, род. 29 ноября 1999, Нейпервилл) — американский шахматист, гроссмейстер (2018). Известный в интернете шахматный стример, благодаря своим навыкам в скоростных шахматах, особенно в контролях «пуля» (1 минута), «гиперпуля» (30 секунд) и «ультрапуля» (15 секунд) и игрой в них вслепую.

## Биография
Родился в Нейпервилле, семья переехала в Миннесоту, когда ему было 8 лет. Он окончил среднюю школу Уэйзата в Плимуте, позже учился в Принстонском университете, где специализировался в области исследования операций и финансового инжиниринга.
После окончания учёбы он был принят на работу в качестве количественного трейдера в компанию SIG.

## Карьера
Начал играть в шахматы в дошкольном возрасте, его обучал Джон Бартоломью.
Танг получил звание международного мастера в 2014 году, выиграв юношеский чемпионат Северной Америки.
В ноябре 2017 года на турнире CCCSA GM Norm Invitational Танг достиг рейтинга 2500, необходимого для звания гроссмейстера. ФИДЕ присвоила ему звание в апреле 2018 года.
В декабре 2018 года принял участие в чемпионате мира по быстрым шахматам в Санкт-Петербурге. Стартовав с 190-го места, Танг занял 59-е, набрав 8,5 очков из 15. На турнире он также сыграл свою первую живую игру против чемпиона мира Магнуса Карлсена.
На юношеском чемпионате США 2019 года из 10 участников Танг занял 4 место с результатом 5 из 9.
В январе 2020 года на турнире Charlotte Open в Шарлотте, Северная Каролина, Танг разделил второе место с Джемилом Джаном Али Маранди, гроссмейстерами Акшатом Чандрой и Ульви Баджарани и международным мастером Аароном Грабински, набрав 6,5 очков из 9.
1 октября 2020 года Танг подписал контракт с киберспортивной организацией Cloud9, используя ник penguingm1.
Танг выиграл Открытый чемпионат США 2023 года. Вместе с гроссмейстером Алексеем Сорокиным они выиграли последний тур и разделили 1 место, но Танг выиграл на стадии плей-офф в Армагеддоне. Впоследствии Танг был изображён на обложке декабрьского номера журнала Chess Life за 2023 год.
В 2024 году Шахматная ассоциация штата Миннесота внесла Танга в Зал шахматной славы Миннесоты.

## Онлайн-шахматы
Танг транслирует шахматы на Twitch, предпочитая быстрые партии, — 15, 30 или 60 секунд без добавления. Он обыграл все уровни движка Stockfish на сайте lichess.org с контролем 15 секунд без добавления. С разных аккаунтов на сайте lichess.org минимум 5 раз выигрывал Lichess Titled Arena.
В апреле 2018 года сыграл матч из 44 партий с разным контролем времени против искусственного интеллека Leela Chess Zero на сайте lichess.org. Итоговый счёт — +37-1=6 в пользу ИИ, где Танг смог выиграть одну партию по 15 секунд после того, как Leela Chess зевнул ему ферзя.
Танг участвовал в чемпионате 2021 года по супербыстрым шахматам (пуля), организованном SIG, который проводился на сайте Chess.com. Вместе с ним участвовали Хикару Накамура, Нихал Сарин, Даниэл Народицкий, Алиреза Фирузджа и другие. Он занял 2-е место, но проиграл Фируздже со счётом 5-11 в финале. В следующем году снова принял участие в соревновании и снова занял 2-е место, проиграв в финале Накамуре со счётом 8-11.